# Ella Frey
Ella Frey (* 2004 in München) ist eine deutsche Schauspielerin. Sie spielte u. a. in den Filmen Hirngespinster und Das Tagebuch der Anne Frank mit.

## Leben
Frey übernahm ihre erste Rolle 2014 im Drama Hirngespinster, die Tochter des schizophrenen Protagonisten. Im selben Jahr spielte sie bei Andreas Kleinerts Fernsehfilm Monsoon Baby (auch: Ein neues Leben – Weißes Baby, brauner Bauch) mit. 2015 wirkte sie im WDR-Fernsehfilm Nur eine Handvoll Leben zum Thema Trisomie 18 und dem Kinderfilm Auf Augenhöhe mit. Im Februar 2016 war sie in der ZDF-Produktion Das Dorf des Schweigens zu sehen, in der Hans Steinbichler Regie führte. Steinbichler ist auch Regisseur der Literaturverfilmung Das Tagebuch der Anne Frank, die im Frühjahr 2015 gedreht wurde und am 3. März 2016 in die Kinos kam. Frey spielt darin die junge Anne Frank, die in der Hauptrolle von Lea van Acken verkörpert wird. 2018 spielte sie die Hauptrolle an der Seite von Martin Wuttke in dem tragikomischen Drama Glück ist was für Weicheier, bei dem Anca Miruna Lăzărescu Regie führte.

## Filmografie (Auswahl)
- 2014: Hirngespinster
- 2014: Monsoon Baby (Fernsehfilm)
- 2015: Das Dorf des Schweigens (Fernsehfilm)
- 2016: Das Tagebuch der Anne Frank
- 2016: Nur eine Handvoll Leben (Fernsehfilm)
- 2016: Marie fängt Feuer – Vater sein dagegen sehr
- 2016: Auf Augenhöhe
- 2018: Glück ist was für Weicheier